# SABRE (moteur à réaction)
Pour les articles homonymes, voir Sabre (homonymie).
 (novembre 2011).
Si vous disposez d'ouvrages ou d'articles de référence ou si vous connaissez des sites web de qualité traitant du thème abordé ici, merci de compléter l'article en donnant les références utiles à sa vérifiabilité et en les liant à la section « Notes et références ».
Le moteur SABRE (Synergetic Air Breathing Rocket Engine) est un concept de moteur développé par l'entreprise Reaction Engines Limited pour propulser son projet d'avion spatial Skylon.

## Fonctionnement
Le moteur Sabre est un hybride entre moteur aérobie et moteur de fusée. Le moteur est conçu pour qu'il puisse être utilisé à une vitesse de Mach 5 et à une altitude de 26 km.
Ce moteur utilise de l'hydrogène liquide embarqué et l'oxygène de l'air jusqu'à ce que le Skylon atteigne Mach 5, pour ensuite utiliser de l'oxygène liquide embarqué dans la dernière phase de l'ascension vers l'orbite.
Le fonctionnement du SABRE vise à utiliser un maximum de composants du moteur-fusée afin qu'ils soient utilisés par un moteur aérobie. Le premier défi consiste à augmenter la pression de l'air à l'entrée de la chambre de combustion pour qu'elle atteigne celle d'un moteur-fusée. Dans le concept du LACE (Liquid Air Cycle Engine), l'air entrant passe à travers un échangeur de chaleur qui utilise de l'hydrogène liquide pour liquéfier l'air. À partir de là, une pompe peut augmenter la pression de l'air jusqu'à la valeur désirée. L'hydrogène chaud est ensuite brûlé dans la chambre de combustion avec l'air à haute pression.
Un désavantage évident du LACE est que, étant donné la capacité thermique du réfrigérant (l'hydrogène liquide à 20 K), il faut environ 8 fois plus d'hydrogène liquide pour liquéfier une masse donnée d'air qu'il n'en faut pour brûler cette même quantité d'air dans des conditions stœchiométriques.
Le gaz riche en hydrogène à la sortie de la tuyère a encore une vitesse assez importante pour garder un avantage (impulsion spécifique de 600  à   1 000 s) par rapport aux moteurs-fusées classiques (Isp inférieure à 500 s). Cependant, il reste un intérêt à utiliser cet hydrogène excédentaire.
Le SABRE s'inspire du LACE, tout en réduisant de 30 % la consommation d'hydrogène de celui-ci, de plusieurs façons. Dans le cas du LACE, l’hydrogène est simplement utilisé pour liquéfier l’air entrant. Cependant, l’énergie gagnée en chauffant l’hydrogène est bien supérieure à celle nécessaire pour assurer le fonctionnement du compresseur d’air (liquide). Le flux d’hydrogène chaud représente donc un gaspillage d’énergie vu que le travail qu’il pourrait produire n’est pas utilisé.
De fait, le passage de l’air de l’état gazeux à l’état liquide représente également une perte d’énergie, parce qu’une partie de l’énergie (la chaleur latente) est gaspillée sans qu’il n’y ait d’augmentation de densité (et donc de pression) de l’air pendant son changement d’état. 
Le pré-refroidisseur du SABRE ne fait que refroidir intensément l’air (jusqu'à −140 °C) tout en la gardant à l'état gazeux, ce qui réduit le flux d’hydrogène nécessaire, tout en chauffant l'hydrogène suffisamment pour qu’elle transfère assez d’énergie au turbocompresseur d’air (à l’état gazeux cette fois). La présence de l’air dans un seul état permet de se passer de condensateur, nécessaire au LACE. Et la pression de l'air à l'entrée de la chambre de combustion reste élevée : environ 102 bars.
Dans le SABRE, c’est l’hélium qui sert de fluide frigorigène, assurant une barrière supplémentaire entre carburant et comburant et évitant une fragilisation trop importante de la mécanique du moteur par l’hydrogène (embrittlement). Aussi, les gaz chauds d’un pré-brûleur réchauffent l’hélium dans un échangeur de chaleur lorsque le véhicule vole à des vitesses inférieures à Mach 5. Ainsi, la turbine principale fonctionne toujours dans les mêmes conditions et on évite les problèmes associés à la perte d’efficacité de l’échange de chaleur à basses vitesses (le moteur ne sait pas à quelle vitesse il vole).
En outre, une partie de l'hydrogène non brûlé est déviée pour alimenter un statoréacteur qui entoure le moteur principal. En effet, la quantité d'air qui traverse le moteur est inversement proportionnelle à la vitesse du Skylon. Le statoréacteur n'est donc utilisé de façon optimale qu'entre Mach 3 et Mach 3,5 et au-delà, les moteurs principaux du SABRE fournissent la poussée.
Le cycle thermodynamique du SABRE utilise des composants relativement courants dans l'industrie aéronautique et astronautique. La seule partie entièrement nouvelle est les échangeurs de chaleur à la fois légers, compacts et puissants, dont le SABRE a besoin. Un modèle réduit à l'échelle 9 % de la partie critique du moteur, le pré-refroidisseur (precooler en anglais), formé de 2 échangeurs de chaleur distincts (baptisés HX1 et HX2), a été construit par Reaction Engines Limited et sera testé tout au long de l'été 2011.